# Labichthys yanoi
Labichthys yanoi är en fiskart som först beskrevs av Mead och Rubinoff, 1966.  Labichthys yanoi ingår i släktet Labichthys och familjen skärfläcksålar. Inga underarter finns listade i Catalogue of Life.